# Zephyranthes purpurella
Zephyranthes purpurella är en amaryllisväxtart som beskrevs av Pierfelice Ravenna. Zephyranthes purpurella ingår i släktet Zephyranthes och familjen amaryllisväxter. Inga underarter finns listade i Catalogue of Life.